# 나렌드라 자다브

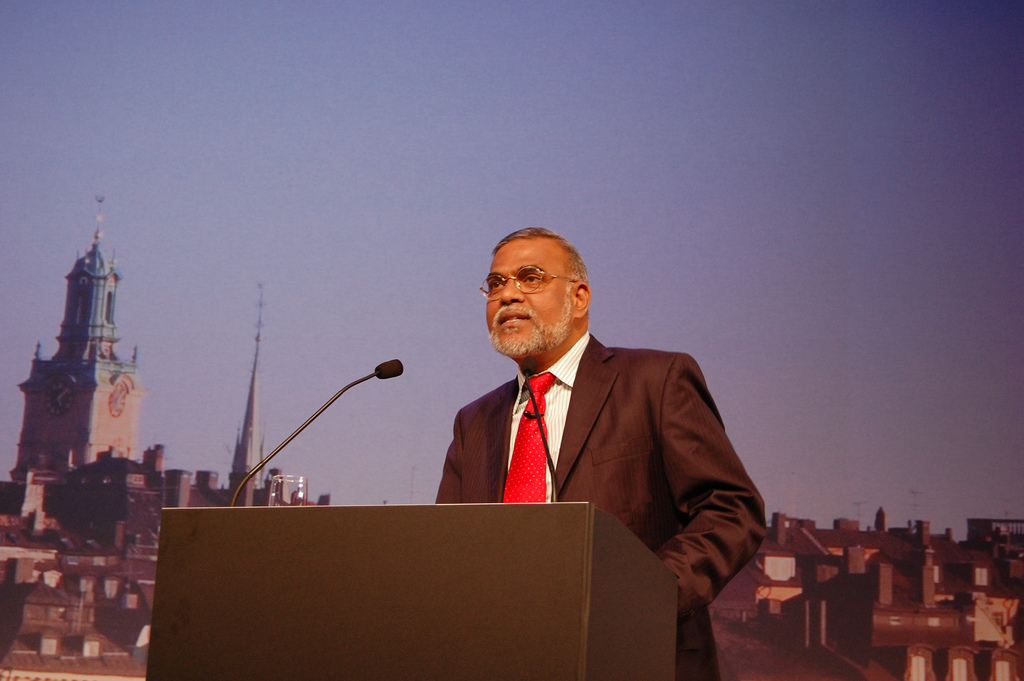

나렌드라 자다브(Narendra Jadhav, 1953년-)는 인도의 경제학자, 사회학자, 작가, 교육자로 현재 인도 중앙행정부 기획위원회 자문위원 겸 인도 정부 원로부행정고문회의 자문위원회 특임고문에 있다. 이전에는 IMF와 인도준비은행에서도 근무했다. 인도의 카스트 중 가장 하위계급인 불가촉천민 계급(하리진) 중에서는 드물게 세계적인 경제학자로 성공한 케이스다.
인도의 영웅으로 평가받는 그의 저서로는 '신도 버린 사람들' 등이 있다